# شهرستان الخبت
ناحیهٔ الخبت (به عربی: مدیریة الخبت) یک ناحیه در یمن است که در استان محویت واقع شده‌است.

## خصوصیات
ناحیهٔ الخبت ۶۴٬۰۳۳ نفر جمعیت دارد.